# Колонія-Сігету-Сілванієй
Колонія-Сігету-Сілванієй (рум. Colonia Sighetu Silvaniei) — село у повіті Селаж в Румунії. Входить до складу комуни Кієшд.
Село розташоване на відстані 407 км на північний захід від Бухареста, 22 км на північний захід від Залеу, 83 км на північний захід від Клуж-Напоки.

## Населення
За даними перепису населення 2002 року у селі проживали 69 осіб, усі — румуни. Усі жителі села рідною мовою назвали румунську.